# Chāl Homā
Chāl Homā (persiska: چال هما, چهالمَ, چالمِه) är en ort i Iran.   Den ligger i provinsen Markazi, i den centrala delen av landet, 290 km sydväst om huvudstaden Teheran. Chāl Homā ligger 2 231 meter över havet och antalet invånare är 405.
Terrängen runt Chāl Homā är kuperad.Runt Chāl Homā är det ganska glesbefolkat, med 48 invånare per kvadratkilometer. Närmaste större samhälle är Hendūdūr, 5,4 km sydväst om Chāl Homā. Trakten runt Chāl Homā består i huvudsak av gräsmarker.